# Oceanapia minuta
Oceanapia minuta är en svampdjursart som först beskrevs av Vacelet, Vasseur och Claude Lévi 1976.  Oceanapia minuta ingår i släktet Oceanapia och familjen Phloeodictyidae. Inga underarter finns listade i Catalogue of Life.